# 전사 함수

전사 함수의 예

수학에서 전사 함수(全射函數, 영어: surjection; surjective function) 또는 위로의 함수(영어: onto)는 공역과 치역이 같은 함수이다.

## 정의
두 집합 {\displaystyle X}, {\displaystyle Y} 사이의 함수 {\displaystyle f\colon X\to Y}에 대하여, 다음 조건들이 서로 동치이며, 이를 만족시키는 함수를 전사 함수라고 한다.
- 임의의 {\displaystyle y\in Y}에 대하여, {\displaystyle f(x)=y}인 {\displaystyle x\in X}가 존재한다.
- 공역과 치역이 같다. 즉, {\displaystyle Y=f(X)}이다.
- {\displaystyle f}는 집합의 범주에서의 전사 사상이다. 즉, 임의의 집합 {\displaystyle Z} 및 함수 {\displaystyle g_{1},g_{2}\colon Y\to Z}에 대하여, 만약 {\displaystyle g_{1}\circ f=g_{2}\circ f}라면 {\displaystyle g_{1}=g_{2}}이다.
- {\displaystyle f}는 집합의 범주에서의 분할 전사 사상이다. 즉, {\displaystyle f\circ g}가 {\displaystyle Y} 위의 항등 함수를 이루는 함수 {\displaystyle g\colon Y\to X}가 존재한다. (이는 선택 공리를 가정하지 않으면 성립하지 않는다.)

## 성질
임의의 함수 {\displaystyle f\colon X\to Y}, {\displaystyle g\colon Y\to Z}가 주어졌다고 하자.
- 만약 {\displaystyle f}와 {\displaystyle g}가 둘 다 전사 함수라면, {\displaystyle g\circ f} 역시 전사 함수이다.
- 만약 {\displaystyle g\circ f}가 전사 함수라면, {\displaystyle g} 역시 전사 함수이다. 하지만 {\displaystyle f}가 전사 함수일 필요는 없다.

두 집합 {\displaystyle X}, {\displaystyle Y}에 대하여, 다음 두 조건이 서로 동치이다.
- 전사 함수 {\displaystyle f\colon X\to Y}가 존재하거나, 아니면 {\displaystyle Y=\varnothing }이다.
- {\displaystyle |X|\geq |Y|}이다. 여기서 {\displaystyle |\cdot |}는 집합의 크기이다.

공역의 크기가 0 또는 1인 함수는 항상 전사 함수이다. (공역이 공집합이라면, 정의역 또한 공집합이어야만 함수가 존재할 수 있다.)

## 예
정의역과 공역이 둘 다 실수 집합 {\displaystyle \mathbb {R} }인 함수
{\displaystyle \mathbb {R} \to \mathbb {R} }
{\displaystyle x\mapsto x^{2}}
는 전사 함수가 아닌데, {\displaystyle x^{2}=-1}인 실수 {\displaystyle x}가 존재하지 않기 때문이다. 그러나 만약 공역이 {\displaystyle \mathbb {R} } 대신, 음이 아닌 실수의 집합 {\displaystyle [0,\infty )}이라면, 함수
{\displaystyle \mathbb {R} \to [0,\infty )}
{\displaystyle x\mapsto x^{2}}
는 전사 함수이다.

## 역사
유럽 언어에서 쓰이는 용어 "서젝션"(영어: surjection), "쉬르젝시옹"(프랑스어: surjection) 등은 단사를 뜻하는 "인젝션"(영어: injection), "앵젝시옹"(프랑스어: injection)에서, 접두사 "인"(라틴어: in, 안으로)을 "쉬르"(프랑스어: sur 쉬르[*], 위로)로 치환한 것이다. 이는 수학 용어로는 니콜라 부르바키가 최초로 사용하였다.

## 같이 보기
- 단사 함수
- 전단사 함수
- 전사 사상

## 참고 문헌
- Halmos, Paul R. (1974). 《Naive set theory》. Undergraduate Texts in Mathematics (영어). Springer. doi:10.1007/978-1-4757-1645-0. ISBN 978-0-387-90092-6. ISSN 0172-6056. MR 0453532. Zbl 0287.04001.